# Dona Invisible
La Dona Invisible (Invisible Woman a l'original) (Susan "Sue" Storm Richards) és una superheroïna de ficció que apareix en còmics estatunidencs publicats per Marvel Comics. El personatge és membre membre fundador d'els Quatre Fantàstics i va ser la primera superheroïna creada per Marvel durant l'edat de plata dels còmics. Va ser creada per l'escriptor-editor Stan Lee i l'escriptor i artista Jack Kirby, i va aparèixer per primera vegada a Fantastic Four # 1 (data de portada novembre de 1961).
Sue Storm va rebre els seus poders al estar exposada a una tempesta còsmica, i originalment es coneixia com la Invisible Girl (Noia Invisible). Té dos poders: invisibilitat i camps de força invisibles. El seu poder d'invisibilitat tracta de flexionar les ones de llum i li permet fer invisible ella mateixa i altres persones i objectes. També pot projectar poderosos camps d'energia basats en l'hiperspai invisible, psiósica que utilitza per a diversos efectes ofensius i defensius, inclosos escuts, explosions i levitació. Richards exerceix un paper central en la vida del seu germà petit Johnny Storm, del seu brillant marit Reed Richards, del seu amic Ben Grimm i dels seus fills (Franklin i Valeria). Ella també va estar involucrada romànticament amb Namor l'Home Submarí durant un temps, i segueixen sent amics íntims.
El primer còmic traduït al català en què apareix Spider-Man: ¡Aventura Quàntica! es va publicar l'11 d'abril de 2024. Havia aparegut en productes derivats, incloent pel·lícules i sèries d'animació, doblades al català.
La Dona Invisible va ser interpretada per Rebecca Staab a la pel·lícula inèdita de 1994 The Fantastic Four, per Jessica Alba a la pel·lícula de 2005 Fantastic Four i a la seva seqüela de 2007 Els 4 fantàstics i en Silver Surfer i per Kate Mara a la pel·lícula de 2015 Fantastic Four.

## Història de publicacions
Creada per l'editor i dialoguista Stan Lee i l'artista i escriptor Jack Kirby, el personatge va aparèixer per primera vegada a The Fantastic Four #1 el 8 d'agost de 1961 (amb data de portada novembre de 1961).
Atès que Stan Lee volia que The Fantastic Four fos impulsat per connexions familiars en lloc d'accions, l'impuls principal per a la creació de Susan Storm va ser no només que fos un membre més de l'equip sino també una protagonista femenina (mentre que Reed Richards també conegut com a Mister Fantastic era el protagonista masculí) de la sèrie. Va posar èmfasi als lectors explícitament, amb una història en la qual els Quatre Fantàstics llegien el correu d'un fan que denigrava el valor de la Noia Invisible per a l'equip i va respondre enumerant algunes de les ocasions en què va tenir un paper clau en les seves victòries. El seu company d'equip, Johnny Storm, conegut com la Torxa Humana, sent el germà petit de Sue, es va convertir en una de les diverses fonts de tensió del grup. També va ser el centre d'un triangle amorós amb Reed i Namor, l'antiheroi enemic i en algun moment aliat del grup. Sue es va presentar inicialment com l'únic motiu de Ben Grimm, per quedar-se en el grup, que es va reduir notablement a la sèrie publicada. La Cosa va veure en Sue un interés romàntic, mentre que ella va ser un dels pocs individus que va poder veure el cor de l'home sota la seva pell rocosa.
Lee no volia que Sue tingués una super força, "ser Wonder Woman i punxar gent", així que finalment va arribar a la invisibilitat, inspirada en obres com L'home invisible d'Universal Pictures. El seu resum original de dues pàgines del primer número de The Fantastic Four, reimprès a les edicions de Marvel Masterworks i Marvel Epic Collection dels primers deu números, tractaven els poders de Susan de manera similar als de L'home invisible, el que semblava requerir que es tragués la roba, però remarcant la preocupació que això podria ser "massa sexy" per a un còmic. També va assenyalar que no es podia tornar a fer visible, i que duria una màscara que recreés la seva cara quan volgués ser vista. Quan es va escriure i dibuixar el primer número, tots dos elements havien canviat: Susan es podia tornar invisible i visible a voluntat, i això afectava la visibilitat de la roba que duia.
La Noia Invisible ha aparegut principalment en els números de Fantastic Four. En el número 22 (data de portada de gener de 1964), els creadors van ampliar les capacitats de Sue, donant-li els poders de fer invisibles altres objectes i persones i crear camps de força forts i explosions psioniques. Sota l'autoria de John Byrne, Sue es va tornar més confiada i assertiva en les seves capacitats, que es va fer més versàtil i impressionant. Ella troba que pot utilitzar les seves habilitats de camp de força per manipular la matèria a través de l'aire, immobilitzar enemics o administrar atacs de llarg abast. Susan va canviar el seu nom de guerre a Invisible Woman.
A l'abril de 2019, Marvel Comics va anunciar que publicaria Invisible Woman, una minisèrie de cinc números. El primer títol en solitari de Sue Storm a càrrec de Mark Waid (guió), Mattia De Iulis (dibuix complet i color de pàgines interiors) i Adam Hughes (portades).

## Biografia del personatges de ficció
Tal com es detalla a The Marvel Saga: Official History of The Marvel Universe #16, Susan Storm i el seu germà petit, Jonathan van créixer a la ciutat de Glenville, Long Island, fills d'un metge anomenat Franklin Storm i d'una dona anomenada Mary. Els pares van deixar els seus fills sols una nit per viatjar a un sopar en honor del Dr. Storm. Pel camí, van patir un accident al punxar un pneumàtic i Maria va resultar ferida. Franklin va escapar il·lès i va insistir en operar a la seva dona. No va poder salvar-la i ella va morir. Després de la mort de la seva dona, el doctor Franklin Storm es va convertir en jugador i borratxo, perdent la seva pràctica mèdica, cosa que el va portar a l'assassinat accidental d'un prestamista. Franklin no es va defensar a la cort, perquè encara se sentia culpable per la mort de Maria. Amb el seu pare a la presó, Susan va haver de convertir-se en figura materna del seu germà petit.
Mentre vivia amb la seva tia, Susan, a la jove edat de 17 anys, va conèixer al seu futur marit, Reed Richards, un hoste de la casa que assistia a la universitat. Quan ella es va graduar a la secundària com a guardonada capitana del seu equip de natació Varsity Girls, es va traslladar a Califòrnia per assistir a la universitat, on va exercir una carrera d'actriu i es va trobar amb Richards de nou. Van començar a involucrar-se romànticament.
Reed Richards, que treballava en el camp de l'enginyeria aeroespacial, estava dissenyant una nau espacial per a viatges interestel·lars. Tot anava bé fins que el govern va aturar el finançament del seu projecte. Richards, volent veure el seu projecte acabat, va decidir realitzar un vol de prova no programat. Originalment, només implicaria Reed i el seu millor amic, Ben Grimm, però Susan va contribuir a persuadir a Reed per deixar que el seu germà i ella mateixa s'ajuntessin a ells en la perillosa missió espacial. A l'espai, el quartet es va veure exposat a quantitats massives de radiació còsmica. Com a resultat, van haver d'avortar la missió i tornar a la Terra. Després de l'aterratge accidentat, es van adonar que havien obtingut poders sobrehumans; la seva era la capacitat de ser invisible a voluntat. Conscient de l'ús potencial de les seves habilitats, els quatre es van convertir en les Quatre Fantàstiques, en benefici de la humanitat. Susan va adoptar el nom de codi de Invisible Girl.

### Invisible Girl
Els Quatre Fantàstics van establir la seva primera seu a l'edifici Baxter de Manhattan. Els Quatre Fantàstics es troben amb molts supermalvats a la primera part de la seva carrera, però cap d'ells no lluita per les afeccions de Susan més que Namor el submarí. Sue sent una atracció per Namor, però el seu cor pertany a Reed, una situació que ha estat anomenada el primer triangle amorós de l'Univers Marvel.
Inicialment, els seus poders es limiten a fer-se invisible. Tanmateix, no passa molt de temps fins que Sue descobreix que pot fer altres coses invisibles i crear camps de força d'energia invisible. Després que Susan sigui ferida en batalla amb el Mole Man, el seu pare s'escapa de la presó i l'opera a ella per salvar-li la vida. Franklin s'esmena davant els seus fills abans de tornar a la presó; tanmateix, el Super-Skrull troba la manera de segrestar el doctor Storm, imitar la seva aparença, i després lluitar contra els Quatre Fantàstics com a Home Invencible. En el procés de derrotar el Super-Skrull, el doctor Storm sacrifica la seva pròpia vida per protegir els Fantàstic Quatre d'una trampa del Skrull.
La relació de Reed i Sue avança, i els dos decideixen casar-se. El casament és l'esdeveniment del segle, amb diversos preeminents superherois de la ciutat de Nova York. No gaire després, Sue i els Fantastic Four es troben amb Galactus i Silver Surfer. Sue poc després queda embarassada del seu primer fill. Com a resultat, ella es pren temps com a membre actiu de l'equip. La núvia de Johnny, l'Elemental Inhumana Crystal, s'uneix a l'equip, ocupant el lloc de Susan temporalment.
Les cèl·lules irradiades del raig còsmic de Susan serveixen com a obstacle per al naixement del fill. Sabent-ho, Reed, Johnny i Ben es dirigeixen a la Negative Zone per adquirir la barra de control còsmic d'Annihilus. Utilitzant eficaçment el dispositiu, el nadó es lliura amb seguretat i és anomenat Franklin, en memòria del pare de Susan i Johnny. A causa de l'estructura modificada genèticament dels seus pares, Franklin és un mutant, que té amplis poders. Buscant utilitzar els talents del noi per als seus propis propòsits sàdics, Annihilus desencadena un alliberament precoç i complet de les capacitats latents de Franklin, que ja estaven en procés de sorgiment gradual. Tement que el seu fill pogués alliberar prou energia psiótica per eliminar tota la vida a la Terra, Reed tanca la ment de Franklin. Enfadada amb Reed per no buscar la seva aportació en aquest tema, Susan abandona els Quatre Fantàstics i se separa de Reed. Medusa dels Inhumans ocupa el seu lloc. Amb l'ajuda de Namor, Susan es reconcilia amb Reed i torna als Fantastic Four acompanyada per Franklin.
Un temps més tard va ser executada pels skrulls juntament amb els seu marit Mister Fantastic i la Cosa, fent que envellissin i van estar a punt de morir. Reanimat per la Torxa Humana, Reed va trobar una cura i tots tres van tornar-se més jove del que eren abans de ser executats.

### Invisible Woman
Susan queda embarassada per segona vegada, però aquest segon fill mor al fetus a causa que Susan ha estat exposada a radiacions a la zona negativa. Psico-Man manipula una Susan deprimida per convertir-la en Malice. Com a Malice, Susan ataca als seus amics i la seva família, utilitzant les seves habilitats en nivells de poder que mai havia mostrat anteriorment. Reed salva Susan obligant-la a odiar-lo legítimament. Susan (fora del panell) fa alguna cosa amb Psico-Home, provocant-li un crit de terror. Després que es reuneixi amb els seus companys d'equip, Susan afirma que Psico-Man no tornarà a ferir mai més a ningú. Susan està profundament afectada per l'episodi complet, i canvia el seu nom de codi de "Invisible Girl" a "Invisible Woman". Un temps després, juntament amb Reed, abandona breument els Fantastic Four i poc després s'uneixen als Venjadors. Més endavant els dos es tornen a unir als Fantàstics Four.
Durant Infinity War, Susan s'enfronta a Malice, que torna a aparèixer en el seu inconscient. Susan absorbeix Malice en la seva pròpia consciència. Posteriorment, la personalitat de Susan està influenciada per Malice, fent que es torni més agressiva en la batalla, fins i tot creant camps de força invisibles amb forma de navalla que utilitza per tallar enemics. El seu fill Franklin, que ha viatjat endavant i enrere en el temps, es converteix en l'heroi adult Psi-Lord, allibera la seva mare i absorbeix la influència de Malice en si mateix. Finalment derrota a Malice projectant-la a la ment del Dark Raider, una contrapartida insensible univers de Reed Richards que després mor a la Zona Negativa.
Després de l'aparent mort de Reed, Susan es converteix en una líder capaç. Susan continua buscant a Reed, sentint que encara està viu, malgrat els avenços romàntics de Namor. Els Quatre Fantàstics acaben rescatant el Reed desplaçat pel temps, que es troba perdent temporalment la confiança en les seves habilitats de lideratge, en veure la progressió de Susan i l'equip en la seva absència.
Després del seu retorn a la seva terra d'origen, els Quatre Fantàstics es troben amb Valeria von Doom. Aquesta nova Marvel Girl va sorgir d'un futur alternatiu, on era filla de Susan i el Doctor Doom. Finalment, Susan arriba a acceptar la jove com a amiga. Durant un conflicte amb Abraxas, Franklin revela que va utilitzar les seves habilitats per salvar la fill mort originària de Susan i situar-la en un altre futur altern. Marvel Girl torna a ser un nadó dins el ventre de Susan. Susan torna a tenir un conflicte difícil. A causa de l'ajuda de Doctor Doom, Susan dona a llum una nena sana, que Doom nomena Valeria, el seu preu per ajudar a Sue. Doom col·loca un encanteri al nadó, cosa que fa que el seu esperit familiar sigui utilitzat contra els Quatre Fantàstics. Els Quatre Fantàstics alliberen Valeria del control de Doom i el derroten.
Durant la història Civil War 2006-2007, que va tenir lloc després d'una explosió en un barri residencial de Stamford, Connecticut, i que va demanar que el govern registrés persones amb habilitats sobrehumanes, el germà de Sue, Johnny, va ser apallissat per habitants locals enfadats pel seu estatus de superheroi famós. Tot i que Sue forma part inicialment del bàndol pro-registre que dona suport a la llei, ella el deixa després que el clon de Thor, creat pel seu marit Mister Fantastic i Tony Stark, mati a Bill Foster. Sue abandona l'edifici Baxter, informant a Reed a través d'una nota que els seus fills estan a la seva cura, ja que pretén unir-se a la força de resistència del Capità Amèrica. La seva última petició al seu marit és una sol·licitud sincera: "Fixeu-ho".
Els germans Storm escapen a un equip d'agents de S.H.I.E.L.D. que enviats per capturar-los a Civil War número 5. Els dues eviten la detecció mitjançant operacions sota falses identitats de marit i dona proporcionades per Nick Fury, convertint-se en membres dels Venjadors Secrets del Capità d'Amèrica. Abans d'assaltar la presó de la Negative Zone, Sue visita Namor per demanar ajuda. Ell es nega i indica que ella segueix atret per ell, una acusació que ella no nega.
Durant la batalla final representada a Civil War número 7, Susan és gairebé afusellada per Taskmaster, però Reed Richards salta al seu davant i rep el gruix de l'atac, patint una lesió important. Indignada, Susan llença a Taskmaster a terra. Després del final de la guerra, Susan ajuda amb la neteja de la ciutat de Nova York. A ella i els altres Venjadors Secrets se'ls concedeix amnistia i torna a casa amb Reed. Buscant reparar els danys causats al matrimoni com a resultat de la guerra, Sue i Reed es retiren dels Quatre Fantàstics i demanen a Storm i a Pantera Negra que ocupin els seus llocs mentrestant.
En el segon número de World War Hulk, els Quatre Fantastics s'enfronten a Hulk. Reed ha dissenyat una màquina que recrea l'aura de Sentry. Hulk, calmat momentàniament, descobreix la malícia. Sue desplega els seus camps de força per defensar Reed de Hulk, que trenca els seus camps de protecció amb tal força que ensorra a Sue, deixant a Reed vulnerable. Reed pateix a mans de Hulk; Sue telefona Sentry per obtenir ajuda.
Hulk transforma el Madison Square Garden en una arena de gladiadors. Sue i els altres herois derrotats són retinguts en un nivell més baix. Els herois estan equipats amb els mateixos discs d'obediència que es van utilitzar per suprimir els poders de Hulk i obligar-lo a lluitar contra els seus companys a Sakaar.
Alguns temps després de la World War Hulk, la família Richards ha contractat una nova mainadera per als seus fills, Tabitha Deneuve. Al mateix temps, un misteriós grup nou, anomenat per ells mateixos New Defenders, comet robatoris i un dels seus membres, Psionics, inicia una relació amb Johnny. Després de trencar, Johnny és segrestat pels Defenders, juntament amb Doctor Doom i Galactus, per alimentar una màquina massiva dissenyada per a salvar a la gent de 500 anys en el lutur, un pla orquestrat per Tabitha, que es revelarà com la Susan Richards del futur. Finalment, els Quatre Fantàstics actuals són capaços de salvar tant la Terra actual com la futura enviant els futurs habitants a la nova terra duplicada d'Earth Trust. Després d'alliberar el doctor Doom, la Sue del futur va demanar-li disculpes, però aquest la va electrocutar.
Mentre Susan es troba a una gira de conferències a Vancouver, Columbia Britànica, un skrull amb la forma de Mister Fantastic li fa una emboscada, aplicant pressió al crani amb un camp de força invisible i deixant-la inconscient. Un altre Skrull s'infiltra a l'edifici Baxter fent-se passar per Susan i obre un portal a la Negative Zone, fent que els tres pisos superiors de l'edifici es trobin en la Negative Zone, i al seu torn atrapant-se a ella mateixa, Johnny, Ben i els dos fills de Richards. La Skrull es revela com l'ex-esposa de Johnny Lyja, que una vegada es va infiltrar en els Quatre Fantàstics per suplantar l'interès amorós de Ben Grimm, Alicia Masters. La veritable Susan Richards es recupera viva a una nau Skrull derruïda després de la batalla final de la invasió.

### Fundació Future
Reed va iniciar la Fundació Future en benefici del món i de la ciència. Quan la Torxa Humana va morir, els Quatre Fantàstics es van dissoldre. Més tard es va revelar que Johnny va ser revifat i mort repetidament i alliberat novament viu.

### Secret Wars
Sue i la resta de Fantastic Four va crear una bassa de vida perquè els salvés de la mort de l'univers. Tot i això, just abans de la incursió final entre el seu univers i l'Univers Ultimate, la part de la nau de Sue es va separar. Reed i Black Panther van planificar recuperar la seva nau, amb Sue mantenint la seva part juntament amb el seu camp de força. Tanmateix, Ben, els seus fills i ella moren a les mans d'Oblivion, amb Reed cridant amb agonia a la mort de la seva dona i els seus fills. Captain Marvel li va dir que havien d'anar-se'n i van deixar la part destruïda de la nau de Sue enrere.
Quan Molecule Man va transferir el seu poder a Reed, Reed el va utilitzar per ressuscitar a la seva família, inclosa Sue, i van començar a reconstruir tot el Multivers.
Invisible Woman va estar més tard amb Mister Fantastic i la Future Foundation quan van enfrontar-se a Griever al final de totes les coses on es van reunir amb la Torxa i la Cosa formant novament els Quatre Fantàstics.

## Poders i habilitats
La Dona Invisible va rebre els seus poders després que la radiació còsmica hagués provocat canvis mutagènics en el seu cos. Originàriament només capaç de convertir-se en invisible, Sue va descobrir que també podia fer altres coses invisibles i projectar un camp de forces invisibles. En diverses ocasions ha estat dit, entre ells pel més gran oponent dels Quatre Fantastics, el Doctor Doom, que Susan Storm és la membre més poderosa del quartet i que és un dels pocs éssers capaços de trencar la closca d'un Celestial.

### Invisibilitat
Com a dona invisible, Susan es pot tornar totalment o parcialment invisible a voluntat. També pot fer que altres persones o objectes siguin totalment o parcialment invisibles, afectant fins a 40,000 peus cúbics (1,100 m3) de volum. Aconsegueix aquestes gestes doblegant mentalment totes les longituds d'ona de la llum visible, infraroja i ultraviolada per doblegar-se a si mateixa o al seu objectiu sense causar efectes de distorsió visibles. Segons el Women of Marvel: Celebrating Seven Decades Handbook, les retines de Sue no funcionen convencionalment i, en lloc de registrar objectes utilitzant llum reflectida, també interpolen formes basades en raigs còsmics reflectits, que a l'Univers Marvel sempre són presents a l'atmosfera, normalment només en petites concentracions. Aparentment, aquesta anomalia li permet percebre persones i objectes invisibles, tot i que no els veu de color ja que els reflexos dels rajos còsmics sobrepassen les varilles i els cons dels seus ulls; la seva visió també pot ser monocromàtica quan ella mateixa és invisible, ja que els seus ulls no reflecteixen la llum en aquest estat, tot i que sembla que posseeix un ventall complet de visió mentre és invisible. També pot sentir persones o objectes invisibles per mitjans científics, i pot restaurar-los a un estat visible a voluntat.

### Projecció de camp de força
Sue també pot generar mentalment un camp psionic de força invisible aparentment extret de l'hiperespai, que és capaç de manipular per a diversos efectes. Per exemple, Sue pot donar forma als seus camps en construccions invisibles simplistes (per exemple, barreres, pinces, columnes, cons, cilindres, dards, discos, cúpules, plataformes, moltons, rampes, diapositives, esferes, etc.) o generar un camp de força invisible gairebé indestructible al voltant seu o del seu objectiu. Pot variar fins a cert punt la textura i la resistència a la tracció del camp, fent-lo rígid com l'acer o tan suau i flexible com la goma espuma; variants més suaus sobre el camp li permeten impactar amb més delicadesa i es produeixen menys probabilitats de provocar reaccions psioniques contra la pròpia Susan (en alguns casos, assalts prou potents sobre els seus camps psionics més rígids poden causar dolor mental o físic a través del feedback psíquic). També és capaç de fer que els seus escuts siguin opacs o translúcids com un got de llet per bloquejar eficaçment les variacions de llum com els raigs làser, o fer-los semipermeables per filtrar l'oxigen de l'aigua tot i que aquest últim l'esgota mentalment. Pot generar construccions de força sòlida tan petites com un marbre o tan grans com 100 peus (30 m) de diàmetre i les seves projeccions buides, com ara les cúpules, es poden estendre fins a diverses milles en la seva superfície.
En generar força addicional per darrere de les seves construccions psioniques, Sue pot convertir-les en armes ofensives, que van des de grans rampes invisibles de bateria fins a petits projectils com esferes i dards. Al formar un dels seus camps de força dins d'un objecte i ampliar el camp, Sue pot fer que el seu objectiu esclati. També pot viatjar damunt dels seus construccions animades, la qual cosa li permet simular una aproximació limitada de la levitació o el vol. També pot manipular l'energia dels seus camps de força al voltant d'altres objectes per simular també habilitats telekinètiques. És capaç de generar i manipular diversos camps de força psionica simultàniament. Aquest poder només està limitat per la seva concentració; un cop deixa de concentrar-se en un camp de força psionica, aquest simplement deixa d'existir.
Els camps de força psionica de Sue també poden contrarestar o interactuar amb altres formes d'energia psíquica. Per exemple, quan lluitava contra Psi-Lord, una versió adulta del seu propi fill, els seus camps de força van protegir la seva ment de les seves habilitats telepàtiques. De la mateixa manera, les capacitats psicocinètiques de Jean Grey no podien passar pels seus escuts.

### Diverses habilitats
Susan és una excel·lent nedadora i una capaç combatent desarmada, després d'haver estat entrenada en judo per Mister Fantastic i de rebre entrenament addicionals de Iron Fist, la Cosa i She-Hulk.

## Altres versions
La Dona Invisible és un dels personatges principals de l'Univers Marvel i té un gran nombre de versions alternatives entre les quals destaca la de la Terra Ultimate, on era un dels personatges principals també d'aquest univers.

### Earth-A
Encara com Invisible Girl una contrapartida seva va aparéixer a la primera història de l'Univers Marvel en que apareixia una terra alternativa (la Earth-A (Terra-A)).

## En altres mitjans de comunicació

### Televisió
- Invisible Woman apareix a la sèrie de televisió Fantastic Four de 1967, amb la veu original de Jo Ann Pflug.[51]
- Invisible Woman apareix a la sèrie de televisió Fantastic Four de 1978, amb veu original de Ginny Tyler.
- Invisible Woman va aparèixer a la sèrie animada de Fantastic Four de 1994, amb veu original de Lori Alan. En aquesta, ella i Reed Richards ja estan casats abans d'aconseguir els seus poders.
- Invisible Woman apareix cap al final de la sèrie de televisió Spider-Man de 1994 a la història de "Secret Wars", amb veu original de Gail Matthius. Ella i els quatre fantàstics es troben entre els herois convocant per Spiderman a un planeta per ajudar contra els dolents que Beyonder ha portat fins allà.
- Invisible Woman apareix a Fantastic Four: The Greatest Heroes of World, amb veu original de Lara Gilchrist.
- Invisible Woman apareix al programa Super Hero Squad Show, amb veu original de Tara Strong.[52]
- Invisible Woman apareix a The Avengers: Earth's Mightiest Heroes, amb veu original d'Erin Torpey.
- Invisible Woman apareix a l'episodi “Monsters No More” de Hulk and the Agents of S.M.A.S.H., amb veu original de Kari Wahlgren.[53]

### Pel·lícula
Sue Storm estava interpretada per Rebecca Staab en l'adaptació cinematogràfica inédita de 1994 The Fantastic Four. Aquesta pel·lícula retrata a Sue molt com era en els còmics originals; tímida, reservada i molt enamorada de Reed. La pel·lícula conclou amb el matrimoni de Reed i Sue.
| Jessica Alba (esquerra) encarna la Dona Invisible a Fantastic Four (2005) i Els 4 fantàstics i en Silver Surfer (2007) i Kate Mara (dreta) al reinici Fantastic Four (2015). |  | Jessica Alba (esquerra) encarna la Dona Invisible a Fantastic Four (2005) i Els 4 fantàstics i en Silver Surfer (2007) i Kate Mara (dreta) al reinici Fantastic Four (2015). |
| Jessica Alba (esquerra) encarna la Dona Invisible a Fantastic Four (2005) i Els 4 fantàstics i en Silver Surfer (2007) i Kate Mara (dreta) al reinici Fantastic Four (2015). |  | |

Sue Storm està interpretada per Jessica Alba a la pel·lícula de 2005 Fantastic Four. Sue, una brillant científica, dirigeix el departament d'investigació genètica de Victor Von Doom. Es troba amb Von Doom al començament de la pel·lícula. Immediatament abans de l'arribada de la tempesta còsmica que li atorga la capacitat de manipular la llum (permetent-li desaparèixer i generar camps de força semi-visibles), Víctor es declara a ella, però el rebutja. A diferència d'altres mitjans, Sue no és capaç de tornar la seva roba normal invisible, el que va resultar un moment vergonyós quan Sue va intentar despullar-se per colar-se entre una multitud, només per reaparèixer mentre encara estava en roba interior. Tot i que els seus poders estan influenciats per les seves emocions, aconsegueix controlar les seves habilitats durant la batalla clàssica de l'equip amb Von Doom. Sue accepta la proposta de matrimoni de Richards al final de la pel·lícula. A la seqüela, Els 4 fantàstics i en Silver Surfer, el casament de Sue Storm amb Mister Fantastic és interromput per l'arribada del Silver Surfer, que inicialment serveix com a herald de Galactus, però després decideix oposar-se a l'atac de Galactus a la Terra perquè Sue li recorda a la dona que estimava a la seva terra natal. Mentre intenta blindar a Silver Surfer amb un camp de força, Sue és apunyalada a través del pit per una llança creada per un Doctor Doom amb potència còsmica i aquesta mor als braços de Reed. Tot i això, Silver Surfer utilitza els seus poders còsmics per curar-la i reviure-la. Després que el surfista es desprèn amb èxit de Galactus, Sue i Reed es casen.
Kate Mara retrata Sue en la pel·lícula Fantastic Four 2015, dirigida per Josh Trank i independent de les anteriors. A la pel·lícula, Susan és una albanesa de Kosovo, filla adoptiva de Franklin Storm i la germana adoptiva de Johnny Storm. Després de guanyar els seus poders al Planet Zero, Susan desenvolupa habilitats d'invisibilitat i caps de força. Els científics que treballaven al costat de Franklin Storm van poder crear un vestit especial per ajudar a Susan a dominar les seves habilitats. Quan Victor von Doom torna del Planet Zero i tracta de tornar-hi, Susan queda devastada quan el seu pare adoptiu és assassinat per Victor. Més tard ajuda a Reed, Ben i Johnny a derrotar a Victor.

### Videojocs
- La dona invisible ha aparegut en nombrosos videojocs, generalment acompanyada pel seu germà i companys d'equip, com el videojoc de 1997 per a la PlayStation original.[59]
- Invisible Woman apareix al videojoc Fantastic Four del 2005, amb la veu de Jessica Alba, mentre que Grey DeLisle la dobla en seva forma "clàssica" a nivells de bonificació que es poden desbloquejar en el primer joc.[60]
- Invisible Woman apareix al videojoc de Fantastic Four: Rise of the Silver Surfer del 2007, elaborat per Erin Matthews.[51][61]
- Invisible Woman fa un cameo al joc Spider-Man basat en les seves sèries animades de 1990 per a Genesis i Super NES. A l'arribar a certs nivells de el joc, se la pot demanar un nombre limitat de vegades per obtenir assistència fent que Spider-Man sigui invisible temporalment.
- Invisible Woman apareix com un personatge jugable de Marvel: Ultimate Alliance, amb la veu Danica McKellar. Pot exercir diverses funcions en el joc. Estan disponibles els seus uniformes clàssics, New Marvel, original i Ultimate. Té un diàleg especial amb Jean Grey, Black Bolt, Namor, Vision i Uatu. Un disc de simulació té a la Dona Invisible lluitant contra Radioactive Man a l'Helitransport de S.H.I.E.L.D.[62]
- Invisible Woman és un personatge jugable de Marvel: Ultimate Alliance 2 amb Danica McKellar represenent el seu paper. El seu disseny clàssic és l'uniforme predeterminat i el seu disseny Ultimate és el seu vestuari alternatiu.
- Invisible Woman apareix com un personatge jugable al videojoc Marvel Super Hero Squad i a la seva seqüela Marvel Super Hero Squad: The Infinity Gauntlet amb veu de Tara Strong.
- Invisible Woman és un personatge jugable de Marvel Super Hero Squad Online, amb veu novament de Gray DeLisle.
- Invisible Woman està disponible com a contingut descarregable per al joc LittleBigPlanet, com a part del "Marvel Costume Kit 3".[63][64]
- Invisible Woman és un personatge jugable de Marvel Super Hero Squad: Comic Combat, amb veu de Tara Strong.
- Invisible Woman va aparèixer al joc de pinball virtual Fantastic Four per a Pinball FX 2, amb veu de Laura Bailey.[65]
- La dona invisible és un personatge jugable del joc de Facebook Marvel: Avengers Alliance.
- Invisible Woman apareix com un personatge jugable de Marvel Heroes.[66] No obstant això, per raons legals, la van retirar del joc l'1 de juliol de 2017.[67]
- Invisible Woman apareix com un personatge jugable a Lego Marvel Super Heroes,[68] amb veu de Kari Wahlgren.
- La Dona Invisible és un personatge jugable del joc mòbil Marvel: Future Fight.[69]
- Invisible Woman és un personatge jugable del joc mòbil Marvel Puzzle Quest.
- Woman Invisible apareix al DLC "Shadow of Doom" de Marvel Ultimate Alliance 3: The Black Order, amb veu de nou per Kari Wahlgren.
- Invisible Woman apareix com un personatge jugable al joc MOBA, Marvel Super War, The 2019.[70] El seu paper en el joc és de suport amb dificultat normal.

## En la cultura popular
- A la sèrie WildStorm Planetary, escrita per Warren Ellis, els principals adversaris de l'equip homònim d'investigadors superpoderats són una versió malvada dels Quatre Fantàstic de Marvel anomenats The Four.[71] L'anàleg de Sue Storm és Kim Suskind, que té exactament els mateixos poders que l'original, excepte que ha de portar un parell d'ulleres per veure's mentre és invisible. Filla d'un científic nazi i amant del líder de The Four, Randall Dowling, Suskind destrueix els seus oponents expandint ràpidament un camp de força dins els seus caps.
- Dona invisible va aparèixer a l'episodi Robot Chicken "Monstourage", amb la veu de Emmanuelle Chriqui.[51] En la lluita contra Doctor Doom, es va convertir només per ser atropellada i arrossegada per un cotxe. Cap dels altres membres dels Fantastic Four no va saber-ho.
- Rugrats va introduir un personatge de paròdia, Miss Invisible, a l'episodi " Mega Diaper Babies "; Lil també crea una forma de superheroïna similar en el mateix episodi, anomenant-se "Dotted-Line Girl".
- A l'episodi d'els Simpson "Treehouse of Horror XIV" al segmaent titulat "Stop the World, I want to Goof Off!", hi ha un moment en què la família es converteix en membres del Quatre Fantàstics. Maggie és la dona invisible.
- Pamela Anderson apareix com la Invisible Girl a Superhero Movie, en què té una relació amb el Professor X.

## Recepció
Invisible Woman va ser classificada com el lloc número 99 dels personatges de còmic més grans de tots els temps de la revista Wizard. IGN també va classificar la dona invisible com el 66è heroi del còmic més gran de tots els temps i va afirmar que "els Quatre Fantàstics no són res, si no és una família disfuncional, i que necessiten algú per mantenir aquesta família unida. Aquest algú sol ser Susan Richards", i 40è en la seva llista d'"Els 50 millors venjadors". Ella es va classificar 85è a la llista de Comics Buyer's Guide de "100 Sexiest Women in Comics" (100 dones més atractives als Comics).